# Programme Bracero
Bracero est un mot espagnol dérivé de l'espagnol « brazo » (« bras », pour désigner celui qui vit de sa force de travail).
À l'origine, le programme Bracero représente une série de lois du travail aux États-Unis entre 1942 et 1964 octroyant un nombre limité de permis de travail temporaires à des ouvriers mexicains car la Seconde Guerre mondiale entraînait un besoin en bras supplémentaires (dans l'agriculture mais aussi le ferroviaire). C'est depuis une étiquette que l'on colle aux travailleurs originaires du Mexique ayant migré en Californie pour y travailler dans les champs ou les usines, souvent en situation de semi-clandestinité. Le terme est proche de « wetback » (« dos mouillé »), qui caractérise les migrants traversant la frontière par le Rio Grande.
Par extension, c'est une étiquette que l'on colle également à un coupeur de canne haïtien travaillant dans un batey de République dominicaine.